# Marais de Tottenham
Pour les articles homonymes, voir Tottenham.
Les marais de Tottenham sont situés à Tottenham dans le quartier londonien de Haringey. Les marais couvrent plus de 40 hectares et sont devenus une partie du Lea Valley Park  en 1972. Le marais est composé de trois zones principales: le marais Clendish, le marais sauvage ouest et le marais sauvage est. Les deux derniers sont séparés par la rivière Lea.

## Description
Les marais sont l'un des derniers exemples de zones humides semi-naturelles du Grand Londres. Ils contiennent une variété de communautés végétales typiques d'une ancienne plaine inondable, telles qu'une gamme de types de prairies neutres, un carex, un marécage de roseaux, une garrigue et des zones de hautes herbes. À cette diversité d'habitat sont associées plusieurs espèces de plantes et d'insectes que l'on voit rarement à Londres. 

## Histoire
Les 40 hectares de marais étaient à l’origine une plaine inondable de la rivière Lea. Mais des changements importants ont été apportés au fil des ans. Entre les années 1860 et 1930, de nombreuses installations, dont des courts de tennis et de natation, étaient disponibles, mais après la Seconde Guerre mondiale, entre 1946 et 1960, la zone était utilisée pour l'extraction de gravier et les décharges. À la fin du XIXe siècle, le Wild Marsh East a été divisé en deux lorsque la rivière Lea a été détournée pour permettre la construction d'une partie de la chaîne de réservoirs de la Lee Valley. Le marais a été la première patrie du club de football de Tottenham Hotspur en 1882 . L’autorité du parc régional de Lee Valley (LVRPA), créée par une loi de 1965, achète le marais de Tottenham en 1972.

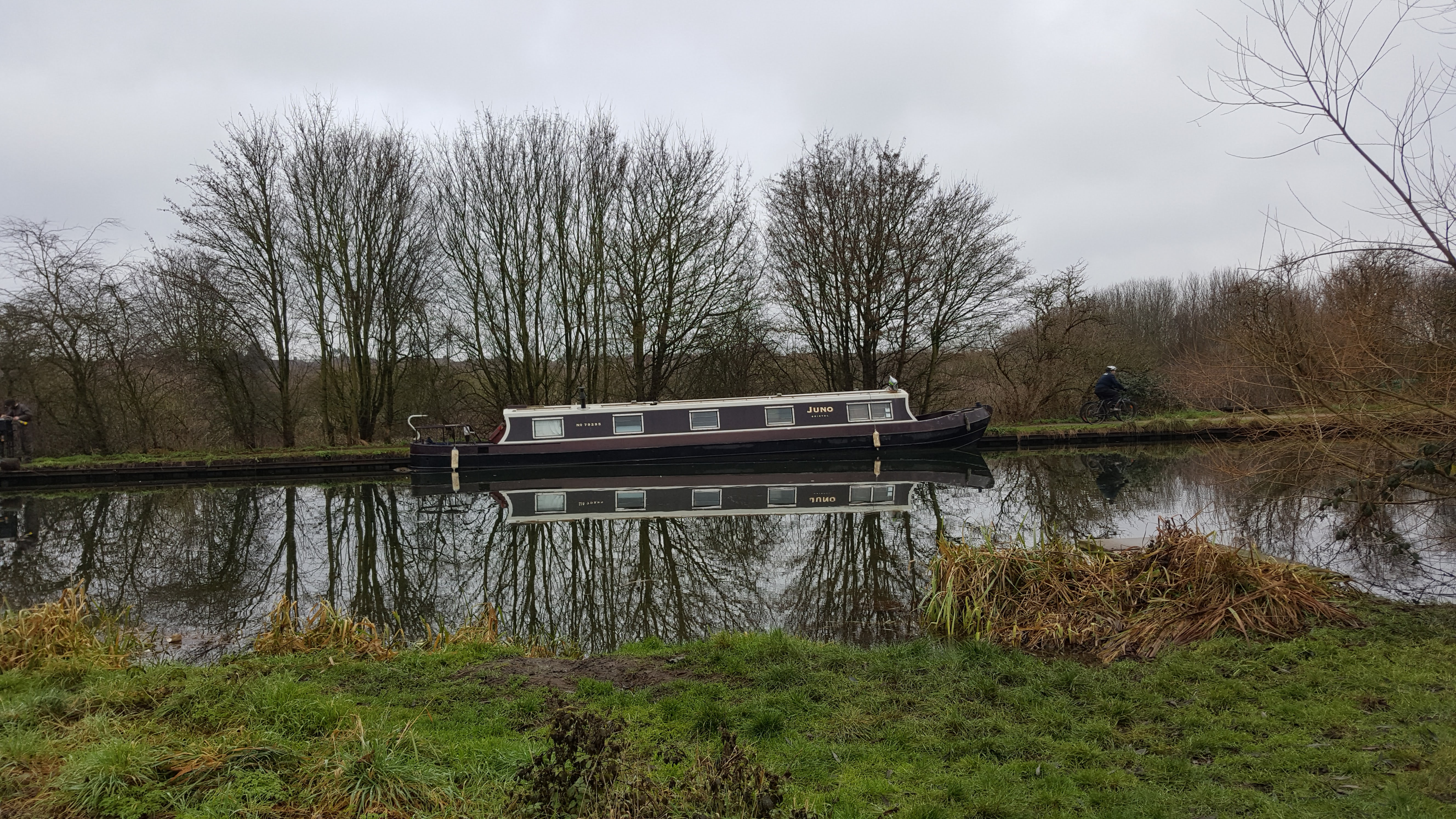
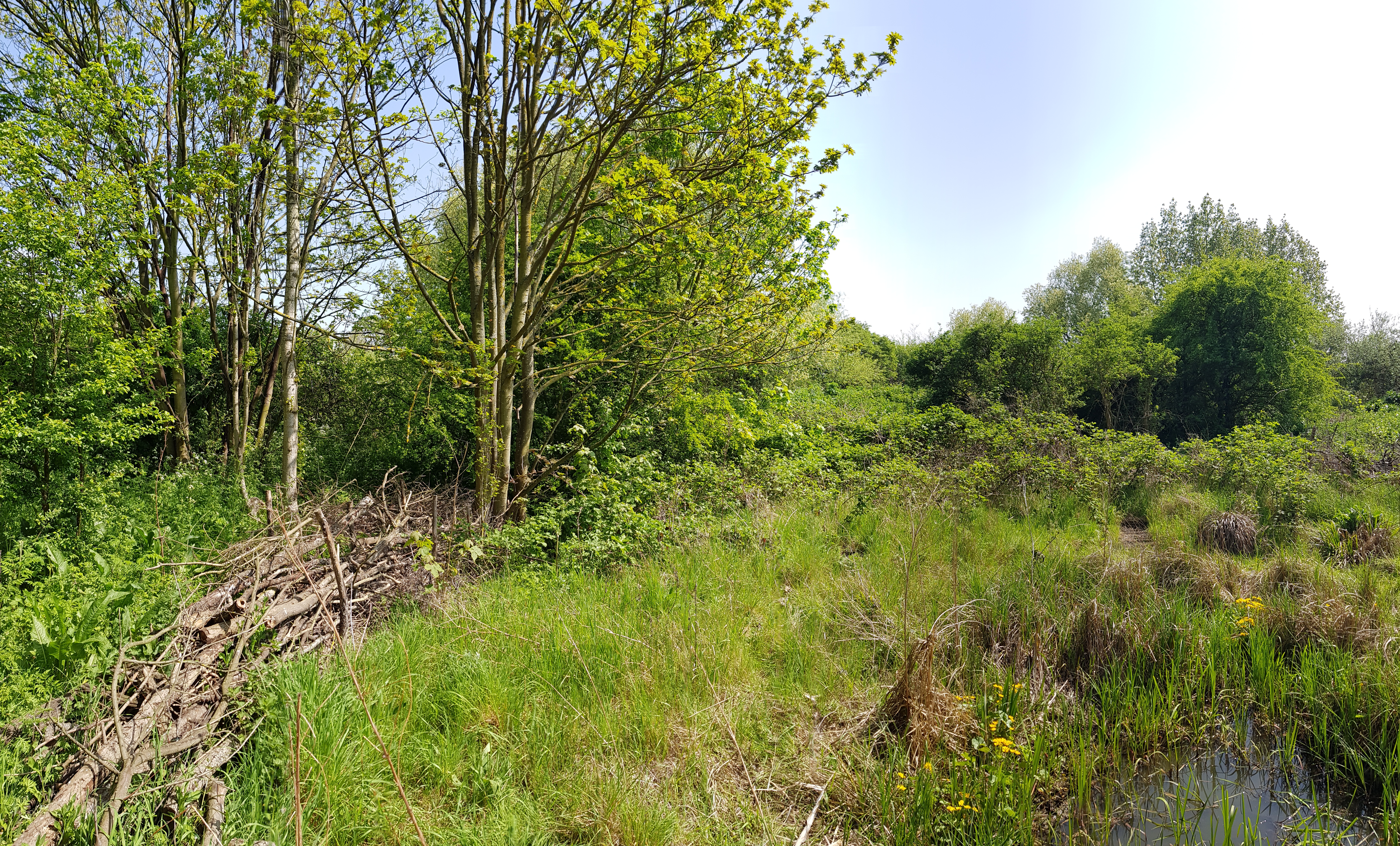
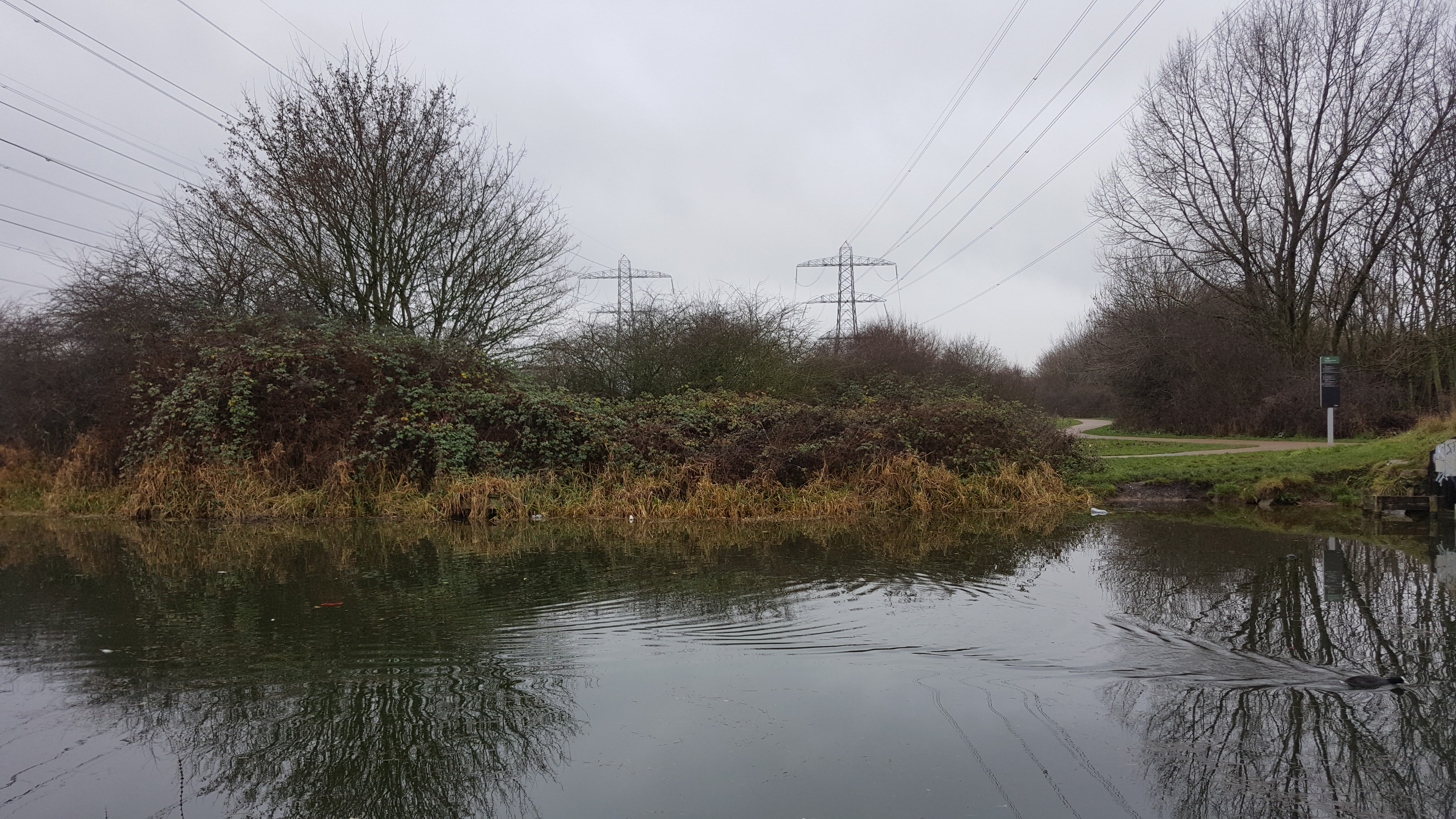
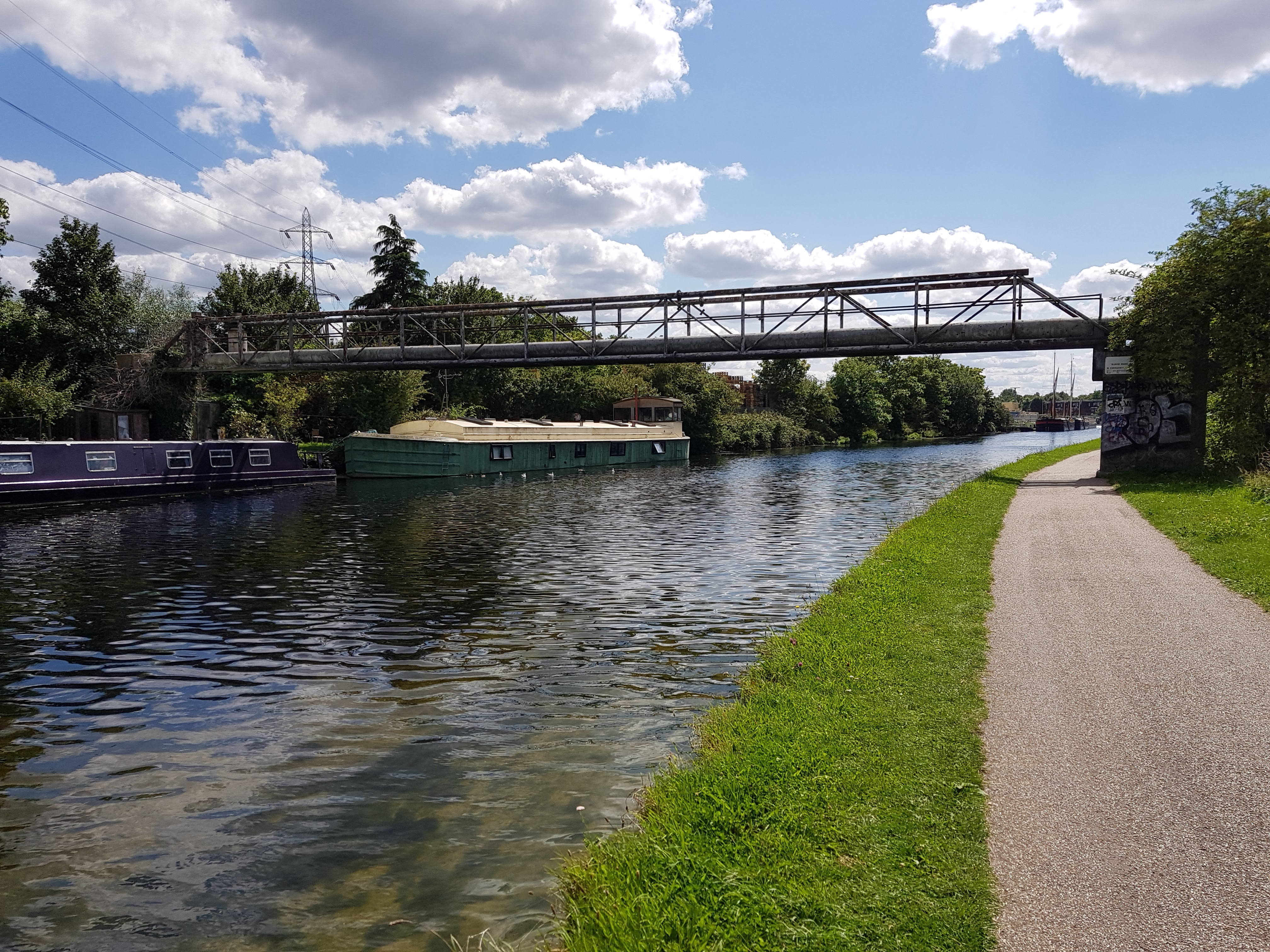
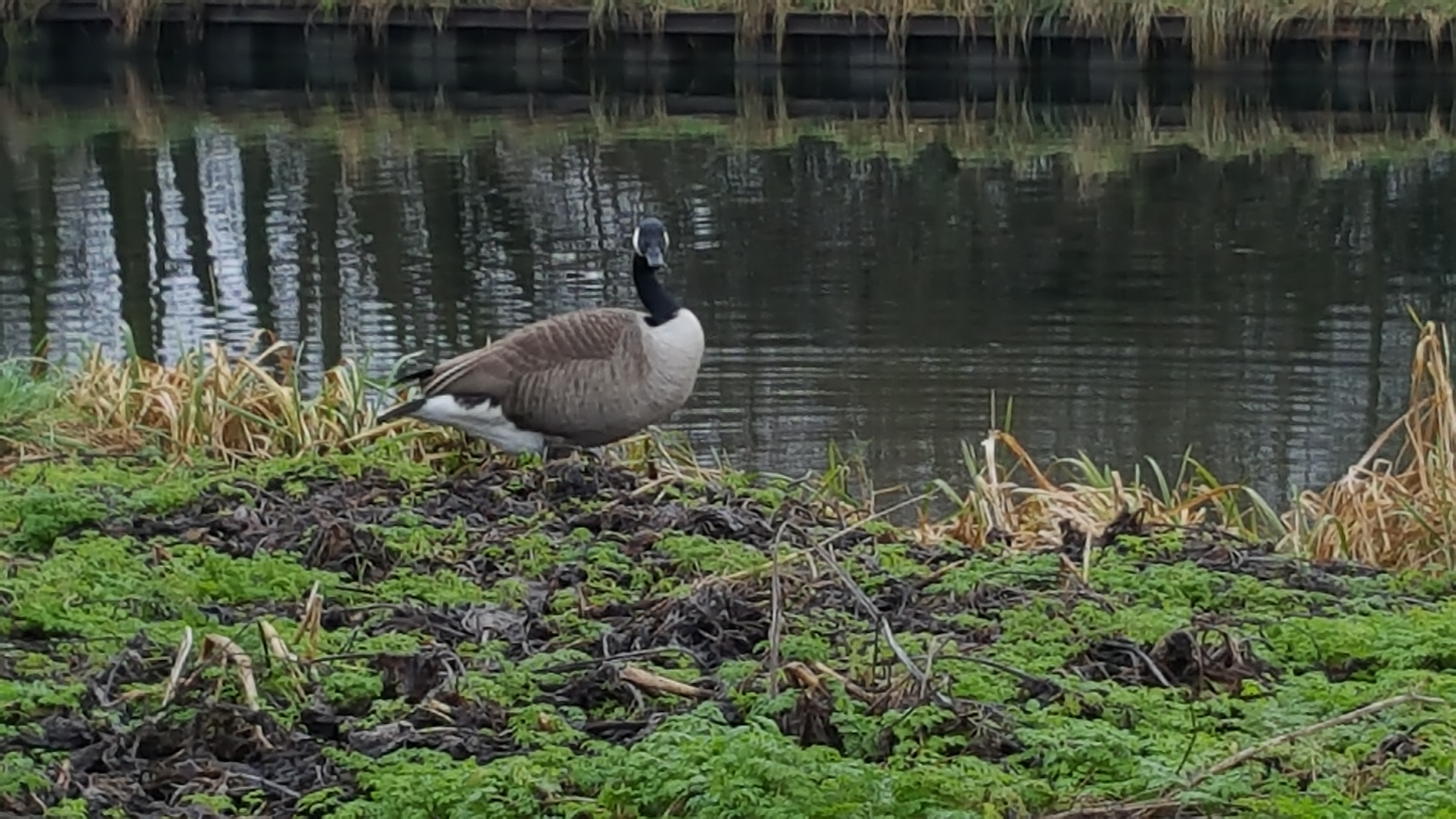

## Écologie
Plantes 
De nombreuses espèces de plantes peuvent être trouvées sur le marais, notamment: 
- Galium parisiense
- Lathyrus aphaca
- Ophrys Apifera
- Pavot de Babington (Papaver dubilum)
- Artemisia vulgaris × verlotiorum)

Papillons
- Argus brun (Aricia agestis)

Oiseaux
- Skylark (Alauda arvensis)
- Hibou des marais (Asio flammeus)